# Amasonia
Genre
Classification APG IV (2016)
Amasonia est un genre de plantes à fleurs de la famille des Lamiaceae (anciennement Verbenaceae). L'espèce type est Amasonia erecta L. f..

## Liste d'espèces
Selon The Plant List :
- Amasonia angustifolia Mart. & Schauer
- Amasonia calycina Hook.f.
- Amasonia campestris (Aubl.) Moldenke
- Amasonia hirta Benth.
- Amasonia obovata Gleason